# Jacyobá Atlético Clube
El Jacyobá Atlético Clube es un equipo de fútbol de Brasil que desde 2023 jugará en el Campeonato Alagoano de Segunda División.

## Historia
Fue fundado el 25 de enero de 1964 en la ciudad de Pão de Açúcar en el estado de Alagoas y en el siglo XX fue un equipo de categoría aficionada hasta que en 1999 juega por primera vez en el Campeonato Alagoano, aunque abandona la liga en el 2000 y pasa inactivo por 17 años.
En 2018 regresa al profesionalismo como equipo de la segunda división estatal en donde es campeón de la liga por diferencia de goles y regresa al Campeonato Alagoano. En 2019 termina en cuarto lugar de la liga estatal, lo que le da la clasificación al Campeonato Brasileño de Serie D de 2020, su primera participación en competiciones nacionales.
En el torneo estatal de 2020 se ubicó en la última posición, sin embargo no perdió la categoría, ya que se anularon los descensos debido a la pandemia por COVID-19. En su debut en la Serie D, fue ubicado en el grupo 4, en el cual se ubicó en la última posición de ocho equipos, consiguiendo solo 4 puntos en 14 partidos.
En el Campeonato Alagoano de 2021 salvó del descenso tras ubicarse en séptima posición. No tuvo la misma suerte en el torneo de 2022, ya que en sus 5 primeros partidos obtuvo 4 derrotas (todas de ellas por goleada) y un sorpresivo empate ante CRB. En la sexta fecha venció por 2-0 de visita a Cruzeiro de Arapiraca, alejándose así de la última posición, sin embargo ubicado aún en puestos de descenso. En la última fecha perdió 2-0 de visita ante Desportiva Aliança, perdiendo así la categoría de la máxima categoría estatal.

## Palmarés
- Campeonato Alagoano Serie B: 1

2018